# تاج‌الدین‌آباد
تاج‌الدین‌آباد، روستایی از توابع بخش مرکزی شهرستان اشنویه در استان آذربایجان غربی ایران است.

## جمعیت
این روستا در دهستان اشنویه شمالی قرار دارد و براساس سرشماری مرکز آمار ایران در سال ۱۳۸۵، جمعیت آن ۸۷۳ نفر (۱۷۳ خانوار) بوده‌است.